# Gschwendt (Edling)
Gschwendt ist ein Gemeindeteil in Bayern. Der Ort gehört zur politischen Gemeinde Edling, Landkreis Rosenheim, Regierungsbezirk Oberbayern und hat ca. 200 Einwohner.
Die Mitglieder der römisch-katholischen Kirche des Ortes werden von der katholischen Pfarrei St. Cyriakus, Edling – Dekanat Wasserburg, Erzbistum München und Freising – betreut.
Seit Mitte 2019 wird durch die Erschließung des Wohnbaugebietes „Böhmerwaldweg“ der Ortsteil im Süden erweitert.